# یواس‌اس هری ال کورل (ای‌پی‌دی-۱۰۸)
یواس‌اس هری ال کورل (ای‌پی‌دی-۱۰۸) (به انگلیسی: USS Harry L. Corl (APD-108)) یک کشتی است که طول آن ۳۰۶ فوت (۹۳ متر) می‌باشد. این کشتی در سال ۱۹۴۴ ساخته شد.